# Джузеппе Боттай
Джузеппе Боттай (італ. Giuseppe Bottai; 3 вересня 1895 — 9 січня 1959) — був італійським журналістом, членом Національної фашистської партії Беніто Муссоліні.

## Життєпис

### Раннє життя
Народившись у Римі, Джузеппе був сином Луїджі, торговця вином з республіканськими симпатіями, та Елени Кортезії. Він закінчив Лісео Торквато Тассо і відвідував Римський університет Сапієнца до 1915 року, коли Італія оголосила війну Центральним державам. Того ж року він залишив навчання, аби долучитись до італійської королівської армії. Поранений у бою, після Першої світової війни нагороджений медаллю «За військову доблесть».
У 1919 році Боттай познайомився з Беніто Муссоліні під час футуристичної зустрічі та сприяв створенню Fasci Italiani di Combattimento («Італійські бої»). У 1921 році Боттай закінчив навчання на юридичному факультеті і став масоном, членом Великої ложі Італії. Одночасно він також розпочав журналістську кар'єру в газеті Il Popolo d'Italia, нещодавно заснованій Національною фашистською партією. У березні в Римі Боттаі був співглавою римської squadrismo, підтримуючи політичне насильство скоєне чорносорочечниками.

### Друга світова війна
Втручання Італії у Другу світову війну призвело до катастрофи. Кампанія на Східному фронті спричинила смерть або поранення приблизно 77 000 солдатів, понад 39 000 постраждали. Боттай проголосував за арешт Муссоліні, запропонований Діно Гранді, 25 липня 1943 року після того, як поразка Італії стала очевидною. У 1944 році Італійська Соціальна Республіка засудила Боттая до смерті під час судового процесу у Вероні, але Боттай сховався в римському монастирі.
У 1944 році Боттай вступив до французького іноземного легіону з псевдонімом Андреа Батталья. Він воював у Провансі під час операції «Драгун», а потім під час вторгнення західних союзників до Німеччини.